# Auguste Lacaussade

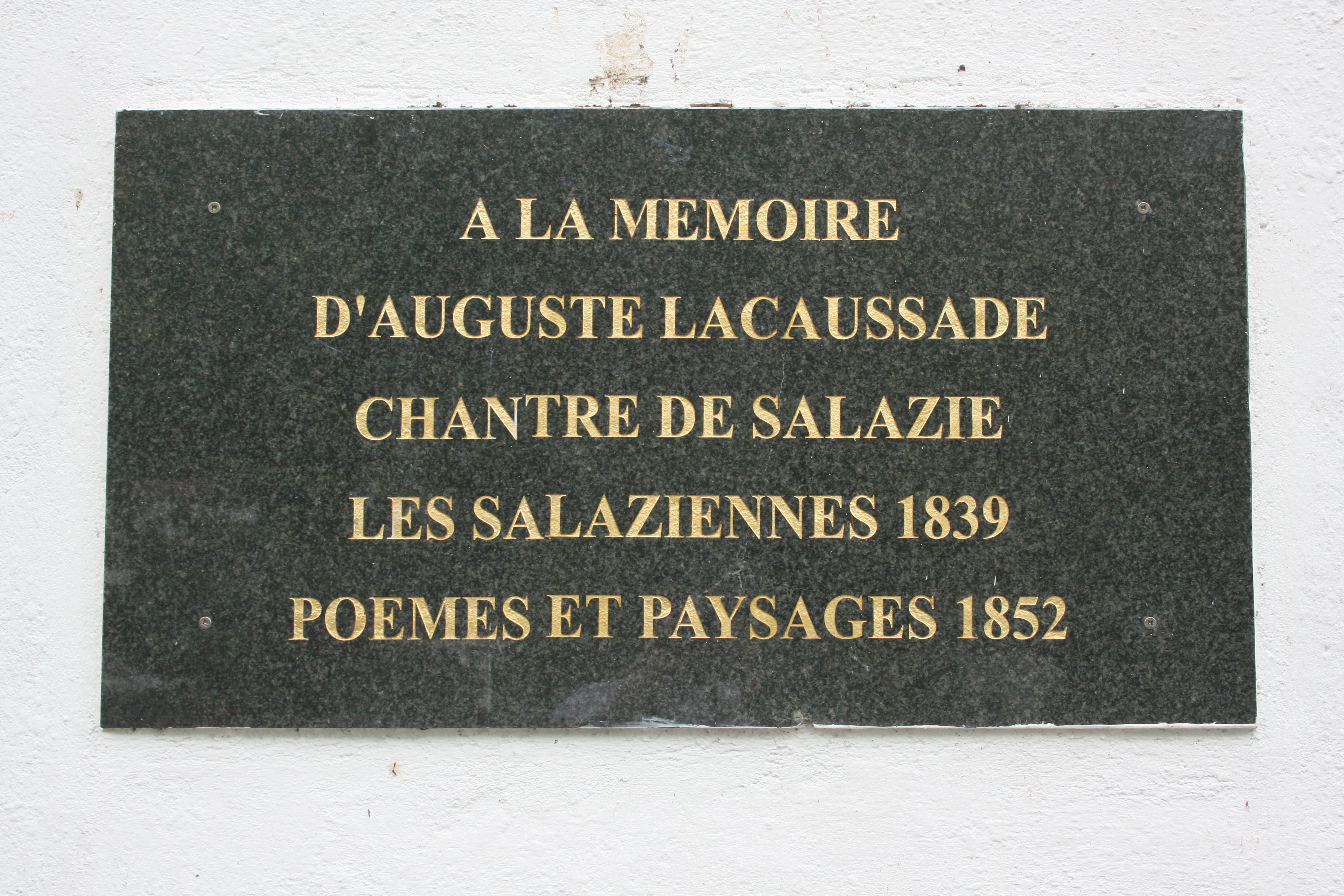
Een herdenkingsplaquette voor Lacaussade, in Réunion.

Auguste Lacaussade (Saint-Denis (Réunion), 8 februari 1815 - Parijs, 31 juli 1897) was een Frans dichter, vertaler en liederenschrijver. Het werk van Lacaussade wordt onder meer gekoppeld aan dat van Charles Baudelaire.
In 1839 kwam Lacaussade naar Frankrijk, waar hij zich in Parijs vestigde. Hier maakte hij kennis met de Europese, voornamelijk Franse literatuur. Na de februarirevolutie in 1848 sloot Lacaussade zich aan bij Victor Schoelcher, een Franse vrijheidsstrijder voor slaven op Franse overzeese departementen.

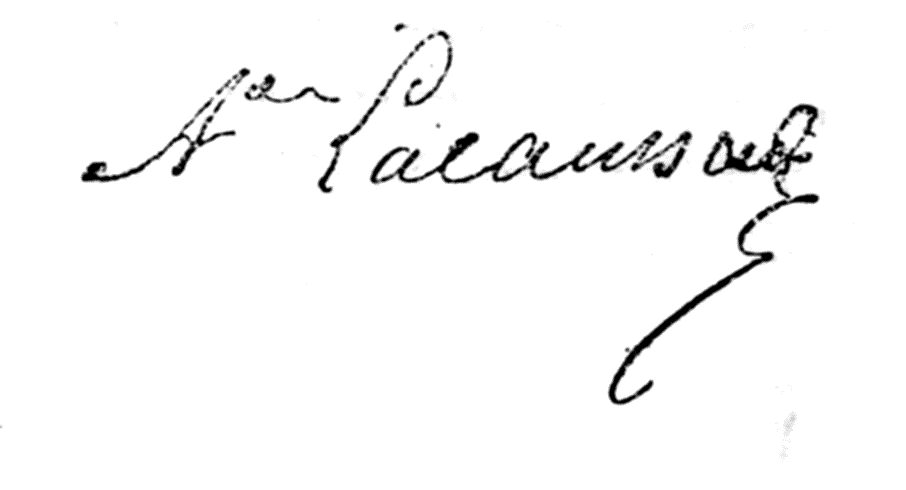
Handtekening Auguste Lacaussade

### Als auteur
- Cri du guerre. (1870)
- Les Épaves. (1865)
- Poèmes et paysages. (1852)
- Les Salaziennes. (1839)

### Als vertaler
- Zygmunt Krasiński: La nuit de Noël. Une légende
- Giacomo Leopardi: Stances
- James Macpherson: Ossian

- Bibliothèque nationale de France: cb12137589w (data)
- CiNii: DA12818961
- Gemeinsame Normdatei: 120266458
- International Standard Name Identifier: 0000 0001 1658 3325
- Library of Congress Control Number: n91091071
- MusicBrainz: 00ecf0ca-16f0-4031-8a9b-3f06433e1383
- Nederlandse Thesaurus van Auteursnamen: 067533728
- Système universitaire de documentation: 029832292
- Virtual International Authority File: 64041715
- WorldCat: E39PBJwxKGxPxc6Wx8VvJdXDbd